# Ekbert vom Ambergau
Ekbert vom Ambergau, der Einäugige, (auch Egbert, Ekbert) (* um 932; † April 994) war Graf im Amber- und Derlingau, Vogt des Bistums Münster und Herr der Alaburg.
Er war Sohn des Billungers Graf Wichmann I. im Bardengau (der Ältere; 900-944) (und Frederuna von Westfalen oder Bia von Engern). Mütterlicherseits war er ein Neffe der Königin Mathilde.
Er stand auf Seiten des Liudolf. Aus Erbstreitigkeiten resultierte eine Feindschaft zu seinem Onkel Hermann Billung, dem erfolgreichen Rivalen seines Vaters um die Gunst Ottos I. Darum beteiligte er sich 953 mit seinem Bruder Wichmann II. am Liudolfingischen Aufstand. 957 wurde er begnadigt.
977 kämpfte er, zur Verfolgung seiner Ansprüche, mit Herzog Heinrich II. von Baiern gegen Otto II.
977/78 kam er in Haft bei Bischof Folkmar von Utrecht. Nach Ottos Tod unterstützte er 984 die Königspläne Heinrichs, wobei er die Kaiser-Tochter Adelheid als Geisel in seiner Burg Ala bei Goslar (evtl. auf dem Georgenberg an Stelle der Georgenbergkirche oder auf dem Steinberg gelegen) hielt. Die Burg wurde daraufhin gestürmt und zerstört.

## Nachkommen
- Wichmann III. im Padergau († 5. Oktober 1016)
- Ekbert im Derlingau
- Amelung im Padergau; Vogt der Paderborner Kirche († 1031)